# Interloge
Interloge est un organisme à but non lucratif qui développe des logements abordables à Montreal. Depuis 1978, il a créé plus de 1000 logements abordables dans le métropole. En 2022, son histoire est racontée dans l'exposition Interloge : 45 ans d'innovations en habitation à l'Écomusée du fier monde. En mai 2023, il acquiert le Manoir Lafontaine, un immeuble résidentiel devenu un symbole de la lutte contre les « rénovictions » à Montréal,.